# كريستوفر إيكمان
كريستوفر إيكمان هو عالم فلك كندي، ولد في 1943 في أوتاوا في كندا.